# Comm'si la terre penchait
Albums de Christophe
Bevilacqua
(1996) Olympia 2002
(2003)
Comm'si la Terre penchait (parfois écrit Comm' si la terre penchait) est le douzième album studio de Christophe, sorti le 5 juin 2001,.

## Titres
| No  | Titre                        | Durée |
| --- | ---------------------------- | ----- |
| 1.  | Elle dit, elle dit, elle dit | 2:06  |
| 2.  | La Man                       | 4:44  |
| 3.  | J'aime l'ennui               | 6:01  |
| 4.  | Ces petits luxes             | 4:20  |
| 5.  | Comme un interdit            | 4:08  |
| 6.  | Nuage d'or                   | 6:08  |
| 7.  | L'enfer commence avec L      | 4:18  |
| 8.  | On achève bien les autos     | 4:59  |
| 9.  | Comm'si la Terre penchait    | 4:52  |
| 10. | Voir                         | 4:20  |
| 11. | Sous l'eau de rose           | 2:07  |

## Musiciens
Liste des musiciens
- Paroles / CHRISTOPHE, MÖÖR, Elisa POINT, GOYENÈCHE, Philippe PARADIS
- Musique / Philippe PARADIS, Steve FORWARD
- Batterie / Franck MANTEGARI
- Percussion / Edmundo CARNIERO
- Basse / Erik FOSTINELLI, Fred BELLAICH, Roberto BRIOT, Philippe PARADIS
- Guitares / Philippe PARADIS
- Saxophone / Rosario GIULIANI
- Chœurs / Isabella ROSSELLINI
- Harmonium / Philippe PARADIS
- Accordéon / Dominique SUCCETTI
- Guimbarde / Manu MILLE

## Classements
| Chart  | Meilleur classement | Nombre de semaines dans le Top 50 | Certification |
| ------ | ------------------- | --------------------------------- | ------------- |
| France | 45                  | 18                                |               |